# Christof Moser (Journalist)
Christof Moser (* 3. April 1979 in Bern) ist ein Schweizer Journalist und Unternehmer. 2018 lancierte er zusammen mit weiteren das digitale Magazin  „Republik“, bei dem er bis 2022 auch als Chefredaktor tätig war.

## Leben
Moser wuchs mit zwei jüngeren Schwestern in Grosshöchstetten bei Bern auf und verbrachte grosse Teile seiner Jugend auf dem Bauernhof seiner Grosseltern. Bereits als Schüler gründete er mehrere Magazine, darunter das Magazin Nachtisch, das sich über die Schulzeit hinaus weiterentwickelte und zuletzt mit einer Auflage von 10’000 Exemplaren erschien. Das Projekt ging im Jahr 2000 Konkurs, nachdem Internetbetrüger ihre gebuchten Inserate nicht bezahlt hatten.
Nach einer kaufmännischen Ausbildung absolvierte Christof Moser den Diplomlehrgang Journalismus am Medienausbildungszentrum MAZ in Luzern, den er 1999 abschloss. Zwischen 2002 und 2004 war er am Zürcher Kunstraum „Les Complices*“ beteiligt, wo diskursive Veranstaltungen über Kunst, Musik, Theorie und Leben sowie kuratierte Ausstellungen mit Künstlerinnen aus aller Welt stattfinden.
2011 begleitete er das Schweizer Elektro-Musikerkollektiv „Spezialmaterial“ auf ihrer Tournee durch Kolumbien. 2013 nahm er in Istanbul an einem Festival des Kollektivs „Les Belles de Nuit“ teil, das sich für eine bessere Vertretung von Künstlerinnen und Minderheiten in der elektronischen Musikszene engagiert.
2014 war Christof Moser Gast im „Denkraum Zürich“, einer Initiative u. a. des Literaturhauses Zürich, um Autoren und Forschenden einen Ort des Reflektierens und Schreibens anzubieten. 2015 moderierte er die Gesprächsreihe „Mansplaining – ein Palaver“ im Zürcher Theater Neumarkt. Ebenfalls 2015 gründete Moser das „Reporterforum Schweiz“ mit. In dieser Zeit unterrichtete er auch an Journalismusschulen als Dozent für Storytelling, Magazinjournalismus, Textqualität, Politik- und Wirtschaftsjournalismus. 2018 war Moser einer der Protagonisten des Kinofilms Die vierte Gewalt, eines Dokumentarfilms des Schweizer Regisseurs Dieter Fahrer.
Moser lebt und arbeitet in Zürich und Berlin.

## Journalismus
Christof Moser stieg 1996 als Volontär beim Brückenbauer (heute Migros-Magazin) in den Journalismus ein. 2000 gehörte er bei der Finanzplattform Moneycab zu den ersten Onlinejournalisten der Schweiz. Danach folgten Stationen als Polit-Reporter bei Facts, Weltwoche, SonntagsBlick sowie Schweiz am Wochenende, wo er auch als Medienkritiker tätig war. Dazwischen machte Moser 2005 einen kurzen Abstecher zum Schweizer Fernsehen als Stagiaire beim SRF-Nachrichtenmagazin 10vor10. Daneben arbeitete Moser als freier Autor für Surprise, Literarischer Monat, Zeit Schweiz, Spiegel Online und Schweizer Illustrierte.
Zu den viel diskutierten Recherchen von Moser gehörte 2012 die Aufdeckung der bevorstehenden Entlassung von SVP-Nationalrat Christoph Mörgeli als Professor an der Universität Zürich, was im weiteren Verlauf der Affäre zum Rücktritt von Rektor Andreas Fischer führte. 2014 deckte Moser auf, dass Markus Somm, der damalige Chefredaktor der Basler Zeitung und heutige Mitbesitzer des Nebelspalters, vom Verwaltungsrat der NZZ-Mediengruppe zum Chefredaktor der Neuen Zürcher Zeitung ernannt werden sollte. Proteste der Redaktion verhinderten Somms Ernennung schliesslich.
Kontrovers diskutiert wurde auch ein Essay im Literarischen Monat, wo Moser 2012 unter dem Titel Die Sache mit der Sauberkeit mit dem Schweizer Journalismus abrechnete: „Wieso hat eine ganze Generation junger Schweizer Journalisten das Fühlen verlernt? Und warum lassen sich die Alten alle kaufen?“ 2013 legte der spätere Watson-Gründer Hansi Voigt in einem Interview mit Moser die Hintergründe seines Abgangs als Chefredaktor bei 20 Minuten offen, was zu einer Debatte über Sparmassnahmen beim grössten Schweizer Verlag Tamedia führte. 2015 recherchierte Moser zu den Arbeitsbedingungen im Onlinejournalismus, was er später als Initialzündung für die Gründung der Republik bezeichnete: „Ich weiss sehr genau, wie die Verlagshäuser funktionieren. Mir wurde bei Recherchen zu den Arbeitsbedingungen bei 20 Minuten klar, dass der Journalismus auch gegen die Grossverlage verteidigt werden muss.“
Eine breite medienethische Debatte löste Moser 2014 aus, als er nach Abschuss von Flug MH17 durch eine russische Rakete über der Ukraine ein Bild twitterte, auf dem neben dem Wrack auch Leichenteile zu sehen waren. Der Tweet führte zu zahlreichen Medienberichten sowie einer Radiodiskussion und einer Fernsehsendung.

## Unternehmertum
Ende der 2000er-Jahre entwickelte Christof Moser mit einer Gruppe um Journalistin Yvonne Kunz, Designer Tobias Peier und Produzent Marco Di Nardo als „konzeptionelles Feuerwerk“ die Nullnummer für ein Magazin für eine neue Zeit, das allerdings an der Finanzierung scheiterte. 2011 folgte, u. a. zusammen mit dem Fotografen und Unternehmer Laurent Burst sowie dem Verleger André Gstettenhofer, die Entwicklung eines Geschäftsmodells und eines redaktionellen Konzepts für eine Wochenendbeilage für alle Schweizer Verlage, in deren Zeitungen samstags nicht Das Magazin von Tamedia beiliegt. Das Projekt scheiterte daran, dass die NZZ-Mediengruppe nicht mitmachen wollte, weil die Beilage im Werbemarkt das NZZ Folio kannibalisiert hätte. 2011 war Moser ausserdem an der Gründung der Internetplattform Infosperber beteiligt und gehörte der Redaktionsleitung an.
2016 verliess Moser die Schweiz am Wochenende, um u. a. mit Constantin Seibt vom Tages-Anzeiger ein eigenes Medien-Start-up zu gründen. Am 26. April 2017 wurde die Crowdfunding-Kampagne für die Teilfinanzierung des „Project R“ lanciert und schlug gemäss Schweizer Kampagnen-Experten innerhalb von 24 Stunden alle vorher in der Schweiz gekannten Crowdfunding-Rekorde, so dass das Medienunternehmen noch am selben Tag offiziell gegründet werden konnte. Das digitale Magazin Republik ging dann im Januar 2018 an den Start. Moser übernahm zusammen mit Seibt für die ersten Monate die Chefredaktion und war bis Frühling 2019 auch als Verwaltungsrat des Unternehmens tätig. In der Wahl zu den „Journalisten des Jahres“ erreichte Moser 2018 in der Kategorie „Chefredaktion“ Platz zwei.
Im Frühling 2019 übernahm Moser die Chefredaktion erneut, zusammen mit Art-Direktorin Brigitte Meyer und Oliver Fuchs als Stellvertreter. Unter ihrer Führung konnte die Republik die Zahl der Abonnenten von rund 18’000 auf über 29’700 (Stand Ende 2021) steigern. 2019 wurde die Republik für den Grimme Online Award nominiert. 2021 wählten Medienkonsumenten in einer repräsentativen Umfrage die Republik zur „kompetentesten Medienmarke der Schweiz“. Anfang Januar 2022 teilte Moser mit, dass er die Chefredaktion der Republik auf Ende des Monats abgeben werde, um neuen Kräften Platz zu machen: „Bei der Ernennung zum Chefredaktor im März 2019 (…) lautete die Zielsetzung, die Republik publizistisch zu positionieren, die Redaktion nach der Startphase zu konsolidieren und den wirtschaftlichen Durchbruch zu einem funktionierenden Geschäftsmodell zu schaffen. Das haben wir als Team gemeinsam mit der ganzen Crew und aktuell fast 30’000 Verlegerinnen erreicht.“